# Conrad Celtis

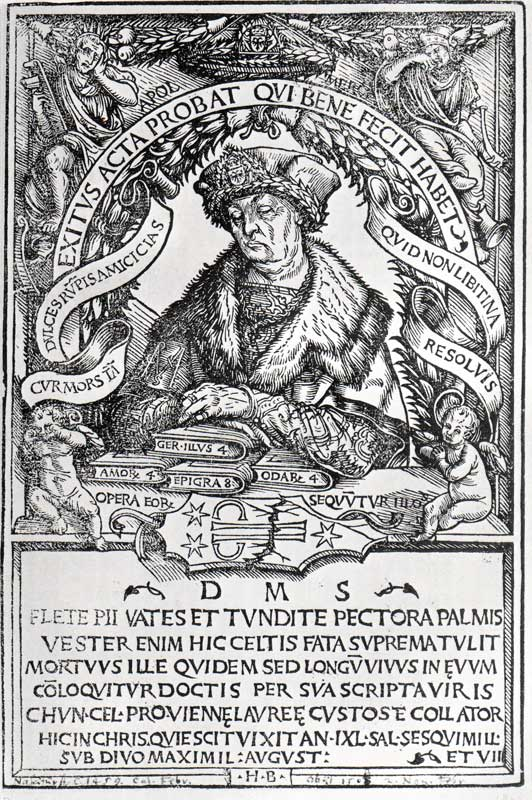
Conrad Celtis. Grafický list Hanse Burgkmaira, 1507

Conrad Celtis (německy Konrad Celtes; latinsky Conradus Celtis; *1. února 1459, Wipfeld am Main – 4. února 1508, Vídeň), rodným jménem Konrad Bickel, byl německý humanista a básník.

## Život
Narodil se jako syn vinaře (odtud jeho příjmení). Školu absolvoval ve Würzburgu; poté studoval na univerzitě v Kolíně nad Rýnem, kde se v roce 1479 stal bakalářem svobodných umění. Vedle latinské gramatiky a rétoriky se učil také matematiku a astronomii ale nepodařilo se mu dokončit studia teologie. Roku 1482 podnikl studijní cestu do Budína aby se seznámil s okruhem vědců u dvora Matyáše Korvína.
Roku 1484 odešel na Univerzitu v Heidelbergu a pokračoval ve studiu umění, s důrazem na poetiku a rétoriku. Zde poslouchal přednášky v řečtině a hebrejštině a byl žákem Rudolfa Agricoly a Johanna von Dalberga, kteří ho seznámili s humanistickým světem idejí. Během pobytu v Heidelbergu si latinizoval jméno na Conradus Celtis. Roku 1485 získal titul Magister a o rok později vydal své první dílo Ars versificandi et carminum. Přednášel V Erfurtu, Rostoku a Lipsku a podnikl přednáškové cesty do Padovy, Ferrary, Říma, Boloni, Florencie a Benátek. Diskutoval zde s tehdejšími předními učenci (Marsilius Ficinus, Philippus Beroaldus, Pomponius Laetus a Marcus Antonius Sabellicus). 18. dubna 1487 mu v Norimberku na říšském sněmu císař Fridrich III. udělil titul poëta laureatus a zároveň získal titul doktora.
Na jaře 1489 cestoval přes Dalmácii, Chorvatsko a Uhersko do Krakova, kde do roku 1491 studoval na Jagellonské universitě matematiku, astronomii a přírodní vědy. Seznámil se zde s místními humanistickými učenci (Lorenz Rabe, Bonacursius) a po římském vzoru založil první učenou společnost Sodalitas Litterarum Vistulana (Poviselská literární společnost). Roku 1490 cestoval přes Vratislav a zastavil se v Praze.
Celtis založil v Uhrách Sodalitas Litterarum Hungaria (Uherská literární společnost), později přenesenou do Vídně jako Sodalitas Litterarum Danubiana. Zastavil se v Řezně, Pasově (pravděpodobně také v Míšni) a Norimberku. Zde nakladatel Hartmann Schedel použil jeho popis Vratislavi pro svou Norimberskou kroniku. Navštívil Lübeck a nakonec se usadil v Ingolstadtu, kde se stal 1491/92 docentem rétoriky a poetiky a přednesl zde svou proslulou přednášku, ve které německé studenty vyzval, aby se vyrovnali Italům v literatuře a vzdělanosti. V zimě 1492 se stal vedoucím katedrální školy v Řezně a v letech 1495–96 byl učitelem synů kurfiřta Filipa Falckého v Heidelberku. Zde založil Sodalitas Litterarum Rheniana (Porýnská literární společnost).
Další desetiletí života strávil ve Vídni, kde ho římský král Maxmilián I. roku 1497 jmenoval lektorem rétoriky a poetiky. Z vlastního popudu založil na Vídeňské univerzitě humanisticky orientovanou společnost slučující výuku poezie, rétoriky a přírodních věd – Collegium poetarum et mathematicorum (Kolegium básníků a matematiků). Na nově založené univerzitě ve Wittenbergu se roku 1504 zúčastnil jmenování prvních bakalářů. Odtud odešel do Čech, kde shromažďoval podklady pro publikaci Germania illustrata. Roku 1504 navštívil Olomouc, která byla v této době významným centrem humanismu.
Zemřel dne 4. února 1508 ve věku 49 let na syfilis.

## Dílo
Conrad Celtis byl jedním z prvních, kdo v Německu šířili znalost řečtiny. Ve své poezii napodoboval Ovidia a Horacia. Za jeho nejvýznamnější básně jsou považovány Quattuor Libri Amorum (Čtyři knihy milostných básní), vydané roku 1502 v Norimberku. Významné jsou jeho přednášky z historie, protože byl první, kdo přednášel historii světa jako jeden celek.
Během pobytu v Regensburgu objevil v knihovně kláštera sv. Emmerama rukopis latinských básní německé řeholnice z 10. století Hroswithy a znovu je vydal roku 1501 v Norimberku, s ilustracemi Albrechta Dürera. Jako císařský knihovník shromáždil množství latinských a řeckých rukopisů. V klášteru ve Wormsu objevil mapu starých římských vojenských cest, ale během svého života ji nestihl vydat. Je známa jako tzv. Peutingerova mapa, podle starožitníka, který ji získal roku 1507.
Celtis pracoval na velkém projektu Germania illustrata, který měl zahrnout jeho Germania generalis (1500) a De origine, situ, moribus et institutis Norimbergae libellus (1502) a shromáždit veškeré vědecké poznatky o historii Německa. Během svého života ovlivnil jako humanista také řadu německých umělců, se kterými se stýkal: Albrechta Dürera, Wolgemutha, Hanse Burgkmaira staršího, Wolfa Trauta nebo Petera Vischera staršího. Dürerovy studie lidských proporcí ovlivnil kroužek humanistů kolem Celtise a Pirkheimera. Celtis navrhl také nástěnné malby na budově Vídeňské univerzity.

### Výběr z díla
- Ars et versificandi carminum, Lipsko 1486, 1492
- Epitoma v utramque Ciceronis rhetoricam cum arte memorativa nova et modo epistolandi utilissimo , Ingolstadt 1492
- De Mundo Apuleius, Vídeň 1497
- Carmen saeculare, Vídeň 1500
- Norinberga, 1495
- Óda na sv. Sebalda, Basel 1495
- Oratio v Gymnasio Ingolstadio, 1492
- Germania generalis
- De origine situ, moribus et institutis Norimbergae Libellus, 1502
- Quattuor libri Amorum (Amores), Norimberk 1502
- Ludus Dianae a Rhapsodia, Augsburg 1505
- Germania Illustrata, nedokončeno
- Archetyp triumf Antis Romae, nedokončeno